# Антиспаст
Антиспа́ст (греч. antispastas — противоположный) — стихотворный размер, состоящий из четырёхсложной стопы по схеме: ∪ – – ∪, в которой два средних слога долгие, а первый и последний — короткие, комбинация ямбической и хореической стоп (ямбохорей). 
Согласно Большому энциклопедическому словарю Брокгауза и Ефрона, Антиспаст (греч.) — т. е. противодействующий, стремящийся против — составляет название стихотворного размера, соединяющего в себе ямб (U—́) и трохей (—́ U). Этот размер почти исключительно применяется в холиямбе.

Антиспаст свойствен только греческому и латинскому языкам. Имитированный антиспаст в русской поэзии встречается редко:
Верста́ сле́ва, | верста́ спра́ва, 

Верста́ в бро́ви, | верста́ в ты́л. 

Тому́ пе́сня, | тому́ сла́ва, 

Кто дорогу породил. 
— М. Цветаева
Некоторые теоретики стиха считают антиспаст размером, состоящим из комбинации хориямбов с ямбохореями.
Если, хоть раз, | виден твой взор | — огни́ ро́зы,

Вечно в душе | живы с тех пор | — огни́ ро́зы.

Сладкая мгла | долы томит, | глухо́й пу́рпур —

Жди: расцветут, | вспыхнув меж гор, | огни́ ро́зы...
— Вячеслав Иванов
Имитированный антиспаст встречается в русских частушках и в украинской народной поэзии, поскольку их ритмика свободно пользуется ходами ритмической инверсии, которая запрещена теорией силлабо-тонического стихосложения, канонизирующей лишь постоянные ритмы.
Не страдайте, девки, дюже:

Приде́т о́сень, | даду́т му́жа.

Даду́т му́жа | векового,

Лучше батюшки родного. 
— Русские частушки
Пришёл не́мец, | пришёл па́н, 

Дай, украинец, жупан! 

Прода́й, дя́дько, | свою́ ха́тку, 

Купи́, дя́дька, | немцу шапку. 
— перевод с украинского А. Глобы
Хотя́ вью́жно — | идти́ ну́жно

По останный вечерок,

По сребряно колечко,

По батистовый платок. 
— Русские частушки